# Rainier Fog
Rainier Fog är grungebandet Alice in Chains sjätte studioalbum, utgivet den 24 augusti 2018. Det är bandets tredje album med sångaren/gitarristen William DuVall.

## Låtlista
Låtarna skrivna av Jerry Cantrell, där inget annat namn anges.
1. "The One You Know" - 4:49
2. "Rainier Fog" - 5:01
3. "Red Giant" (Cantrell, Mike Inez, Sean Kinney - 5:25
4. "Fly" (Cantrell, Kinney) - 5:18
5. "Drone" (Cantrell, Kinney, Inez) - 6:30
6. "Deaf Ears Blind Eyes" - 4:44
7. "Maybe" - 5:36
8. "So Far Under" (William DuVall) - 4:33
9. "Never Fade" (DuVall, Cantrell) - 4:40
10. "All I Am" - 7:15